# Мазуллас
Мазуллас (итал. Masullas) — коммуна в Италии, располагается в регионе Сардиния, в провинции Ористано.
Население составляет 1196 человек (2008 г.), плотность населения составляет 63 чел./км². Занимает площадь 19 км². Почтовый индекс — 9090. Телефонный код — 0783.
Покровительницей коммуны почитается Пресвятая Богородица (Madonna delle Grazie), празднование 2 июля.

## Демография
Динамика населения:

## Администрация коммуны
- Официальный сайт: http://www.comune.masullas.or.it/